# Crisis de la Garganta de Pankisi
La rebelión en el valle de Pankisi fue un conflicto entre Georgia y los militantes chechenos y de al-Qaeda. Georgia se vio obligada por Rusia y los Estados Unidos para ir en contra Al-Qaeda en el valle de Pankisi. Georgia recibió un importante apoyo de Estados Unidos durante el conflicto.

## Principio de la crisis
Parece no haber muchas razones de que Abu Musab al-Zarqawi se mudó a la Garganta de Pankisi, salvo que el área estaba cerca de Chechenia, donde Al-Qaeda era fuerte. En el período anterior a que la guerra de Irak comenzara en 2003, decenas de norteafricanos, en su mayoría argelinos, fueron detenidos en Gran Bretaña, Francia y España por preparar armas químicas y otras. Colin Powell y varios otros afirmaron que la detención fue una prueba de que una amplia red chechena que se expandió para incluir el Kurdistán iraquí.
Ya en mayo de 2000 unos 1.500 chechenos y 3.000 "mercenarios talibanes" escaparon de la ofensiva rusa en Chechenia a las montañas entre esa república y Georgia. Los rusos desplazaron 1.500 soldados de fuerzas especiales en esa frontera para detener sus ataques.

## La operación georgiana

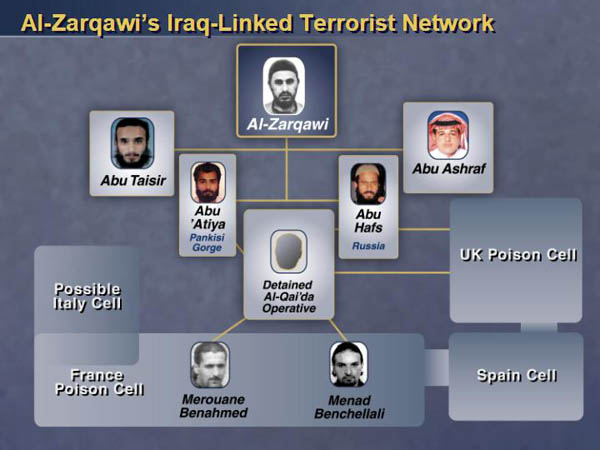
Línea de mando de Al-Zarqawi.

El 20 de octubre de 2002 los soldados georgianos mataron a una docena de militantes árabes. También fue interceptado un coche lleno de militantes chechenos. Georgia y los Estados Unidos lanzaron una campaña contra los militantes, y muchos fueron hechos prisioneros. El 3 de septiembre de 2003 El presidente Eduard Shevardnadze, dijo que las fuerzas de seguridad georgianas habían restablecido el control total sobre el desfiladero de Pankisi. Georgia envió 1.000 agentes de policía y las fuerzas de seguridad en la zona en octubre, y fortaleció su posición como el establecimiento de puestos de control, en la zona aún vivían unos 4.000 refugiados chechenios con cientos de milicanos infiltrados entre ellos.
También se afirmó que Georgia tenía la intención de construir la fuerza militar en la frontera de Chechenia e Ingushetia. Rusia acusó a Georgia de hacer la vista gorda a los militantes chechenos cruzaron la frontera. El 23 de junio de 2003 la zona fue infiltrada por 15 milicianos chechenos que se tomaron una casa que convirtieron en el centro de comando.
El 14 de mayo de 2004, dos argelinos fueron detenidos en Francia después de ser capturado en el trabajo con armas químicas y biológicas.
En tanto que el Programa de Entrenamiento y Equipamiento de Georgia iniciado el 17 de febrero de 2002, en la que se enviaron 200 soldados de fuerzas especiales de EE. UU. a entrenar a las tropas georgianas se finalizó en 2007.